# Anders Celsius
Pour les articles homonymes, voir Celsius.
Anders Celsius (prononcé en suédois : /ˈânːdɛʂ ˈsɛ̌lːsɪɵs/) est un savant suédois né à Uppsala le 27 novembre 1701 et mort de la tuberculose dans la même ville le 25 avril 1744.
Il fut professeur d'astronomie à l'université d'Uppsala (fondée en 1477).
Il est surtout connu du grand public pour être à l'origine d'une échelle relative des températures dont l'unité, le degré Celsius (°C), honore son nom.

## Biographie
Anders Celsius appartenait à une famille comportant beaucoup de savants, originaire d'Ovanåker, petite localité située dans la province de Hälsingland au nord d'Uppsala. Comme il était d'usage à l'époque dans les pays germaniques et scandinaves de latiniser les noms de famille, celui de Celsius (colline, éminence) est une version latinisée du nom du presbytère (Högen, c'est-à-dire hauteurs, colline). Ses deux grands-pères, Magnus Celsius et Anders Spole, furent professeurs d'astronomie à l'université d'Uppsala. Son père, Nils Celsius, fut lui aussi professeur d'astronomie. Quant à Anders, très jeune réputé pour sa bosse des mathématiques, il fut nommé professeur d'astronomie en 1730, à l'âge de 29 ans.
Deux ans plus tard, en 1732, il entreprit un long voyage d'études à travers l'Europe (Allemagne, Italie, France, Angleterre) qui dura quatre ans. En 1733, pendant ce voyage, il publia à Nuremberg un ensemble de 316 observations d'aurores boréales faites par lui-même et d'autres entre les années 1716 et 1732. Il visita presque tous les observatoires réputés de l'époque, et il y travailla avec beaucoup d'astronomes connus, en particulier à l'Observatoire de Paris. Il s'y fit l'avocat d'une mesure de l'arc du méridien en Laponie. Il allait donc de soi que peu de temps après, les autorités suédoises l'autorisent à participer à l'expédition de Laponie organisée par l'Académie des Sciences de Paris et dirigée par l'astronome français Pierre Louis Moreau de Maupertuis qui sollicita sa participation. Cette expédition eut lieu dans la vallée de la Torne, dans la partie la plus septentrionale de la Suède. Son but fut de mesurer la longueur d'un arc de méridien de 1º, afin de pouvoir valider ou infirmer la théorie de la gravitation d'Isaac Newton, laquelle prévoyait que la Terre était aplatie aux pôles, contrairement aux observations géodésiques de Jean-Dominique et Jacques Cassini en France, qui semblaient indiquer une forme de la Terre allongée aux pôles. Outre Maupertuis et Celsius, participaient également à cette célèbre expédition les académiciens français de grand renom Alexis Claude Clairaut, Pierre Charles Le Monnier, Camus ; académiciens accompagnés de l'abbé Outhier qui relata l'expédition et qui est plus connu en Suède qu'en France.

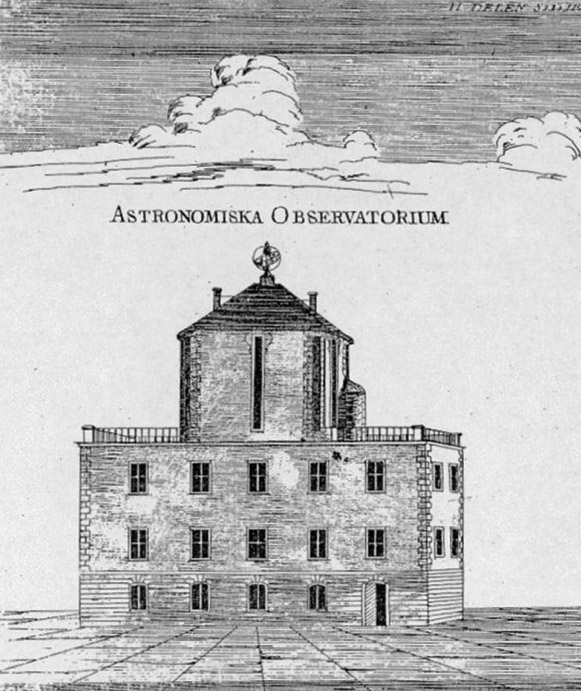
L'observatoire de Celsius, d'après une gravure de l'époque.

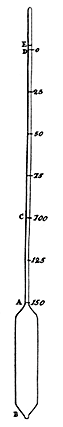
Thermomètre original de Celsius, 1742.

Les résultats obtenus confirmaient de façon définitive que Newton avait raison et que la figure de la Terre était bien un sphéroïde aplati aux pôles. La participation de Celsius à cette expédition fut très profitable pour l'astronomie en Suède. En effet, devenu célèbre, Celsius réussit à intéresser les autorités suédoises à la construction d'un observatoire astronomique moderne à Uppsala et à fournir les fonds nécessaires. L'observatoire de Celsius fut achevé en 1741 et équipé avec les instruments que Celsius avait achetés pendant son long voyage à l'étranger. Ceux-ci comptaient parmi les meilleurs que la technologie de l'époque pouvait fournir.
Aujourd'hui on ne considère plus guère que des mesures géodésiques, des observations météorologiques et d'autres travaux du même genre soient des occupations astronomiques, mais du temps de Celsius cela faisait bien partie du travail d'un astronome.
Ainsi, Celsius effectua de nombreuses mesures géodésiques pour la Carte Générale de la Suède et fut un des premiers à remarquer la lente avancée vers le large des côtes fenno-scandinaves. Toutefois, il se trompait sur l'origine de ce phénomène, dont on sait maintenant qu'il manifeste un rebond isostatique du bouclier fenno-scandinave, dû à la remise à l'équilibre de la croûte terrestre autrefois déprimée par l'inlandsis qui recouvrait la région lors des grandes glaciations du Quaternaire (rebond post-glaciaire). Celsius, lui, croyait que l'eau de la mer s'évaporait.
Pour effectuer ses observations météorologiques, Celsius construisit un thermomètre qui allait lui assurer une gloire mondiale. Initialement, son thermomètre était gradué en sorte que « 0 » correspondait au point d'ébullition de l'eau, et « 100 » au point de solidification. Cette échelle était donc graduée en sens inverse de l'échelle centigrade que nous connaissons actuellement. Ce n'est qu'après la mort de Celsius, survenue en 1744, que ses collègues — il est pensé que l'initiative en revient surtout au célèbre naturaliste suédois Carl von Linné— inversèrent l'échelle de Celsius pour lui donner sa forme actuelle, à savoir 0 pour la température de congélation de l'eau, et 100 pour sa température d'ébullition. De fait, en 1745, Linné présenta à l'académie suédoise un thermomètre à mercure qui marquait 0° pour la glace fondante et 100° pour l'eau bouillante.
Cependant, l'année suivant la proposition de Celsius, en 1743, le français Jean-Pierre Christin fit construire par l’artisan lyonnais Pierre Casati un thermomètre à mercure à échelle centésimale ascendante, qu’il présenta le 19 mars 1743 à l’assemblée publique de cette académie. On attribue donc souvent à tort l'inversion de l'échelle de Celsius à Christin,.
Assisté d'Olof Hiorter (en), Anders Celsius étudia les aurores boréales et fut le premier à expliquer le phénomène auroral par le magnétisme terrestre. Il arriva à cette conclusion en observant l'inclinaison d'une aiguille de boussole et en se rendant compte que les déviations les plus fortes étaient corrélées avec une activité aurorale plus intense.
En astronomie, Celsius observa de nombreuses éclipses et des objets astronomiques fort variés. Il publia des catalogues de magnitudes soigneusement déterminées pour un total de 300 étoiles, en se servant de son propre système photométrique dont l'erreur moyenne est voisine de 0,4 magnitude. Celui-ci est basé sur l'utilisation de plaques identiques de verre fumé : Celsius comparait les magnitudes de diverses étoiles en comptant le nombre de telles plaques qu'il fallait superposer pour que la lumière de l'étoile observée ne soit plus transmise. Ainsi, pour occulter l'éclat de Sirius, l'étoile la plus brillante du ciel, il fallait superposer 25 de ces plaques.

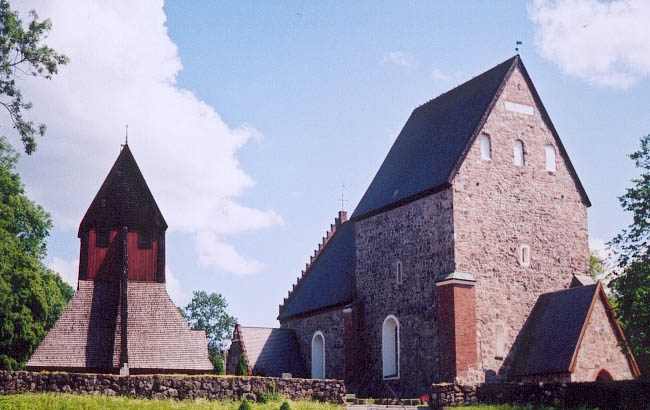
eglise de Gamla ippsala, où Anders Celsius repose.

Celsius s'est beaucoup impliqué pour que la Suède, État protestant, adopte enfin le calendrier grégorien, même si celui-ci était l'œuvre d'un pape catholique. Il semble n'avoir eu guère de succès, puisque le calendrier grégorien ne remplaça le calendrier julien en Suède qu'en 1753, plus de neuf ans après sa mort.
La plupart des travaux de Celsius furent publiés, soit dans les publications de la Société Royale des Sciences d'Uppsala, soit dans les publications de l'Académie Royale des Sciences de Suède. La première, fondée en 1710, constitue la plus ancienne société scientifique en Suède et Celsius en fut le secrétaire de 1725 à sa mort en 1744, la seconde fut fondée seulement en 1739. Il écrivit un ouvrage de vulgarisation d'arithmétique pour la jeunesse qui reflète bien l'esprit de son époque.
Anders Celsius repose à côté de son grand-père Magnus, dans l'église de Gamla Uppsala située à environ cinq kilomètres au nord du centre d'Uppsala.

## Œuvres
- Nova Methodus distantiam solis a terra determinandi (Une nouvelle méthode pour déterminer la distance du Soleil à la Terre), 1730.
- Recueil de 316 observations d'aurores boréales, 1716-1732. Publié à Nuremberg en 1733.
- De observationibus pro figura telluris determinanda (Sur des observations pour déterminer la figure de la Terre), 1738.
- Arithmétique pour la jeunesse suedoise, 1741.

## Honneurs
Un cratère lunaire porte le nom de Celsius depuis 1935 par décision de l'Union astronomique internationale.
L'astéroïde (4169) Celsius est également nommé en son honneur.